# KOI-5715.01
KOI-5715.01은 백조자리에 존재하는 외계 행성이다. 2016년에 새로이 발견된 행성이다.

## 설명
KOI-5715.01은 지구에서 약 2,965 광년 떨어진 곳에 위치하고 있으며 사람이 거주 가능한 행성 중에 하나인 외계 행성이다. 지구형 행성이자 슈퍼지구에 속하는 행성이며 골디락스 존에서 위치하여 모항성을 공전하고 있다. 행성의 온도는 지구보다 약간 낮지만 충분히 생명체가 살아가기에 좋은 환경을 가지고 있을 것으로 추정되며 이로 인해 이 행성에 생명체가 존재한다면 고도로 발전된 생명체가 존재할 가능성이 높고 외계인이라고 부르는 지적 생명체가 외계 문명을 이루며 살고 있을지 도 모르는 행성이 된다. 행성의 크기는 지구의 약 1.5배로 지구보다 더 크며 행성의 나이는 55억 년으로 추정된다. 모항성인 KOI-5705는 K형 주계열성으로 태양계의 유일한 항성인 태양에 비하면, 표면 온도가 낮은 편이 된다.

## 같이 보기
- 지구형 행성
- 백조자리
- 행성 거주 가능성
- 지구 유사도 지수